# 齋藤慎一
齋藤 慎一（さいとう しんいち、1961年 - ）は、日本の日本史学者。

## 略歴
東京都生まれ。1985年明治大学文学部卒業、1987年同大学院文学研究科史学専修博士前期課程修了、1989年同大学院文学研究科史学専修博士後期課程退学。2001年「中世後期の領域形成と城館」で博士（文学）の学位を取得。公益財団法人東京都歴史文化財団江戸東京博物館学芸員。現在は東京都立大学講師。

## 著書
- 『中世東国の領域と城館』（吉川弘文館） 2002
- 『戦国時代の終焉 「北条の夢」と秀吉の天下統一』（中公新書） 2005
- 『中世武士の城』（吉川弘文館、歴史文化ライブラリー） 2006
- 『中世を道から読む』（講談社現代新書） 2010、(冒頭以外は関東地方の道路のみを扱い記述)
- 『中世東国の道と城館』（東京大学出版会） 2010
- 『江戸 平安時代から家康の建設へ』（中公新書） 2021

### 共編著
- 『江戸の町を歩いてみる』（責任編集、中央公論新社、江戸東京歴史探検） 2002
- 『中世東国の世界 1 (北関東)』（浅野晴樹共編、高志書院） 2003
- 『中世東国の世界 2 (南関東)』（浅野晴樹共編、高志書院） 2004
- 『中世東国の世界 3 (戦国大名北条氏)』（浅野晴樹共編、高志書院） 2008
- 『関東の名城を歩く 北関東編 (茨城・栃木・群馬)』（峰岸純夫共編、吉川弘文館） 2011
- 『関東の名城を歩く 南関東編 (埼玉・千葉・東京・神奈川)』（峰岸純夫共編、吉川弘文館） 2011
- 『城館と中世史料 機能論と探求』（編、高志書院） 2015
- 『日本城郭史』（向井一雄共著、吉川弘文館） 2016
- 『歴史家の城歩き』（中井均共著、高志書院） 2016